# Сутомишћица
Сутомишћица је насељено место у саставу општине Преко у Задарској жупанији, на острву Угљану, Република Хрватска.

## Историја
До територијалне реорганизације у Хрватској налазила се у саставу старе општине Задар.

## Становништво
На попису становништва 2011. године, Сутомишћица је имала 336 становника.

## Попис1991.
На попису становништва 1991. године, насељено место Сутомишћица је имало 441 становника, следећег националног састава:
| Попис 1991.‍  | Попис 1991.‍  | Попис 1991.‍ | Попис 1991.‍ | Попис 1991.‍ |
| ------------ | ------------ | ----------- | ----------- | ----------- |
|              |              |             |             |             |
| Хрвати       | Хрвати       |             | 415         | 94,10%      |
| Немци        | Немци        |             | 1           | 0,22%       |
| Срби         | Срби         |             | 1           | 0,22%       |
| остали       | остали       |             | 1           | 0,22%       |
| регион. опр. | регион. опр. |             | 1           | 0,22%       |
| непознато    | непознато    |             | 22          | 4,98%       |
| укупно: 441  |              |             |             |             |